# Marcos Carnevale
Marcos Pedro Carnevale (Inriville, Córdoba; 4 de septiembre de 1963) es un director, guionista, productor y actor argentino. Es gerente de contenidos de Pol-ka Producciones.

## Biografía
Comenzó en el campo de la publicidad en 1983 hasta fundar en 1991 su propia productora: Millecento Cinema. Desde entonces, ha realizado más de trescientos trabajos publicitarios con los que ha conseguido diversos premios internacionales. 
Su extensa carrera como autor para series de televisión se ha visto recompensada con numerosos premios a títulos como Ilusiones, 22, el loco, 099 Central (ganadora de 8 Premios Martín Fierro), Soy Gitano (nominada a 13 Premios Martín Fierro), Padre Coraje (ganadora del Premio Martín Fierro de Oro y de 3 Premios Clarín), Hombres de honor, Botines, Mujeres asesinas (ganadora del Premio Martín Fierro de Oro y de 5 Premios Clarín) o Amas de casa desesperadas. En el 2004 hizo su primera incursión en el teatro como autor y director artístico del espectáculo La profecía.
Marcos Carnevale debutó en cine en 1996 como guionista, director y productor de Noche de ronda. Hasta su segundo largometraje, Almejas y mejillones (2000), continuó escribiendo guiones como Esa maldita costilla, Papá es un Ídolo o el guion para el largo de dibujos animados Los Pintín al rescate. En 2003 filmó el guion de El día que me amen, y en 2004 escribió y dirigió su tercera película: Elsa y Fred, por la que Manuel Alexandre y China Zorrilla han recibido amplio reconocimiento.
En 2007 asumió como director de contenidos de Pol-ka Producciones, cargo que sigue hasta la actualidad.
En 2011 recibió el Premio Konex - Diploma al Mérito en la disciplina Guion de Televisión, otorgado por Fundación Konex.
Separado de Lily Ann Martin desde 2011, desde entonces está en pareja con el actor Javier De Nevares.

## Televisión

### Guionista
- Los Pintín (2000).
- Ilusiones (2000).
- 22, el loco (2001).
- 099 Central (2002).
- Soy gitano (2003).
- Padre Coraje (2004).
- Hombres de honor (2005).
- Sin código (2005).
- Botines (2005).
- Mujeres asesinas (episodios: "Lisa, la soñadora" (2005) / "Yiya Murano, envenenadora" (2006)).
- Amas de casa desesperadas (2006).
- Mujeres de nadie (2007).
- Valientes (2009).
- Tratame bien (2009).
- Malparida (2010).
- Los únicos (2011).
- Lobo (2012).
- Condicionados (2012).
- Los ricos no piden permiso (2016).
- Los protectores (2022).

### Director
- Mujeres asesinas (episodios: "Irma, la de los peces" / "Sofía, nena de papá" (2006)).
- Los protectores (2022).

## Filmografía

### Guionista
- Noche de ronda (1997).
- Esa maldita costilla (1999).
- Papá es un ídolo (2000).
- Los Pintín al rescate (2000).
- Almejas y mejillones (2000).
- El día que me amen (2003).
- Elsa y Fred (2005).
- Tocar el cielo (2007).
- Anita (2009).
- Inseparables (2016).
- Corazón loco (2020).
- Goyo (2024).
- Corazón delator (2025).

### Director
- Noche de ronda (1997).
- Almejas y mejillones (2000).
- Elsa y Fred (2005).
- Tocar el cielo (2007).
- Anita (2009).
- Viudas (2011).
- Corazón de león (2013).
- El espejo de los otros (2015).
- Inseparables (2016).
- El fútbol o yo (2017).
- No soy tu mami (2019).
- Corazón loco (2020).
- Granizo (2022).
- Más respeto que soy tu madre (2022).
- Papá al rescate (2023).
- Goyo (2024).
- Corazón delator (2025).

## Teatro
Director
- Somos childfree (2016).